# Mahesh Bhupathi
Mahesh Bhupathi (født 7. juni 1974) er en indisk tennisspiller. Han repræsentere sit land under Sommer-OL 2012 i London, der blev han slået ud i anden runde i double.

## Eksterne Henvisninger
- Mahesh Bhupathis profil på Sports-Reference OL-resultater (arkiveret) (engelsk)
- Mahesh Bhupathis profil på Olympedia (engelsk)
- Mahesh Bhupathis profil hos ATP World Tour (engelsk)
- Mahesh Bhupathis profil hos ITF Tennis (engelsk)
- Mahesh Bhupathis profil hos Davis Cup (engelsk)
- Mahesh Bhupathis profil hos ITF Tennis (engelsk)
- Mahesh Bhupathis profil hos Encyclopædia Britannica Online (engelsk)